# Катериновка (Марьинская городская община)
Катери́новка (укр. Катеринівка) — село на Украине, находится в Покровском районе Донецкой области.
Код КОАТУУ — 1423383501. Население по переписи 2001 года составляет 778 человек. Телефонный код — 6278.

## История
24 ноября 2024 года, в ходе боёв за Курахово, ВС РФ захватили село.

## Персоналии
- Кожин, Фома
- Маскалевский, Яков

В селе родился Герой Советского Союза Василий Журавлёв.

## Адрес местного совета
85652, Донецкая область, Марьинский р-н, с. Катериновка, ул. Садова, 5[обновить данные]